# Nanbu Shigenao
Nanbu Shigenao (南部重直?; Edo, 16 aprile 1606 – Edo, 30 ottobre 1664) è stato un daimyō giapponese del periodo Edo, XXVIII capo del clan Nanbu.
Terzo figlio di Nanbu Toshinao, fu il secondo daimyō del dominio di Morioka. Divenne daimyō alla morte del padre nel 1632. Durante il suo comando il castello di Morioka fu concluso. Non avendo eredi adottò un figlio di Hotta Masamori, daimyō del dominio di Sakura.
Tuttavia nell'aprile 1636 la sua processione Sankin kōtai arrivò a Edo in ritardo e rappresentando una grave violazione delle regole Buke shohatto dello shōgun Tokugawa Iemitsu fu messo agli arresti e dichiarato incapace di governare. Dopo la sua morte a Edo nel 1664 lo shogunato Tokugawa intervenne ed ordinò allo shogun Tokugawa Ietsuna di dichiarare il fratello più giovane di Shighenao, Shigenobu, come prossimo daimyō declassando il figlio di Hotta Masamori a hatamoto.
Il valore delle terre del dominio di Morioka fu ridotto di 20.000 koku a 80.000 koku per la creazione del dominio di Hachinohe da affidare al terzo fratello di Shigenao, Nakasato Naoyoshi, che prese il nome di Nanbu Naofusa.